# 喜多山駅 (愛媛県)
喜多山駅（きたやまえき）は、愛媛県大洲市新谷にある四国旅客鉄道（JR四国）内子線の駅である。駅番号はU12。

## 歴史
- 1920年（大正9年）5月1日：愛媛鉄道の駅として開設[3][4]。
- 1933年（昭和8年）10月1日：愛媛鉄道国有化により、鉄道省の駅となる[4]。
- 1956年（昭和31年）12月1日：貨物及び荷物扱い廃止[3]。
- 1987年（昭和62年）4月1日：国鉄分割民営化により、JR四国の駅となる[3]。

## 駅構造

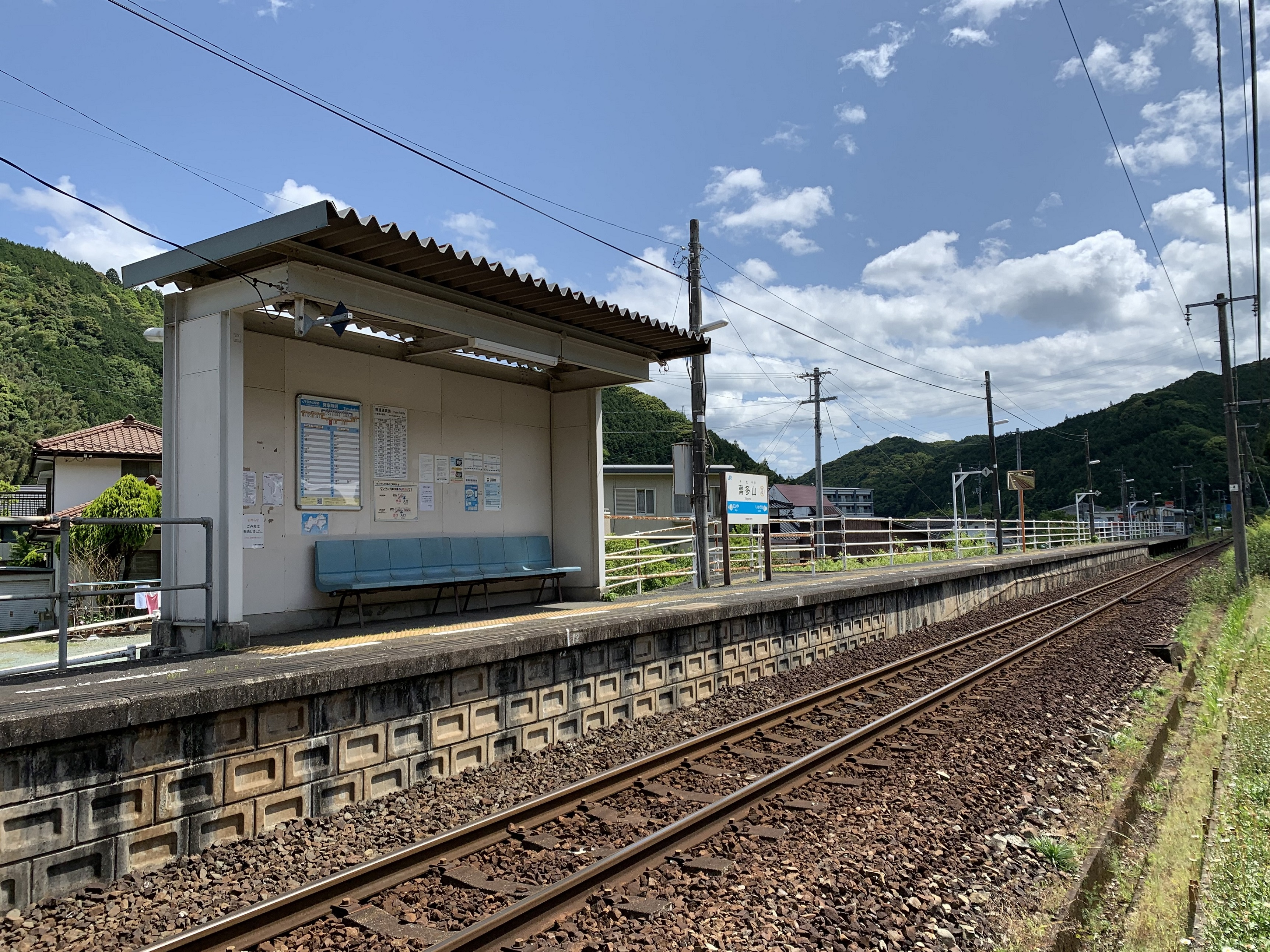
ホーム（2020年5月）

単式ホーム1面1線を有する地上駅。自動券売機、乗車駅証明書発行機等の設備が無い無人駅である。
内子線が盲腸線だった頃は小さな駅舎が存在したが、解体され現存しない。

## 利用状況
| 1日乗降人員推移 | 1日乗降人員推移 |
| 年度            | 1日平均人数     |
| --------------- | --------------- |
| 2011年          | 12              |
| 2012年          | 18              |
| 2013年          | 14              |
| 2014年          | 12              |
| 2015年          | 10              |

## 駅周辺
- 矢落川
- 国道56号

## 隣の駅
四国旅客鉄道（JR四国）
■内子線
五十崎駅 (U11)  - 喜多山駅 (U12)  - 新谷駅 (U13)